# The Kiss (film, 1896)
The Kiss je americký němý film z roku 1896, produkovaný Edison Manufacturing Company. Režisérem je William Heise (1847–1910). Film byl natočen v dubnu 1896 a premiéru měl 21. července 1896 v Ottawě. Film byl dlouho považován za první veřejně promítaný film v Kanadě. Později však vyšlo najevo, že bratři Lumièrové promítali své filmy již o měsíc dříve v Montrealu. Film byl v roce 1999 uložen do Národního filmového registru (National Film Registry).
Film je také považován za první snímek obsahující polibek. Film skandalizoval tehdejší společnost a vedl k ostré reakci v novinách a policejním zásahům v místech, kde byl promítán.

## Děj
Film zachycuje herce Johna C. Rice a herečku May Irwin, jak předvádí finální scénu z komediálního muzikálu The Widow Jones.